# Ordina Open 1998
L'Ordina Open 1998 è stato un torneo di tennis giocato sull'erba. È stata la 9ª edizione dell'Ordina Open, che fa parte della categoria International Series nell'ambito dell'ATP Tour 1998, e della Tier III nell'ambito del WTA Tour 1998. Sia il torneo maschile che quello femminile si sono giocati al Autotron park di Rosmalen, vicino 's-Hertogenbosch nei Paesi Bassi, dal 15 al 21 giugno 1998.

## Campioni

### Singolare maschile
Patrick Rafter ha battuto in finale  Martin Damm con il punteggio di 7–6(2), 6–2

### Singolare femminile
Julie Halard-Decugis ha battuto in finale  Miriam Oremans con il punteggio di 6–3, 6–4

### Doppio maschile
Guillaume Raoux /  Jan Siemerink hanno battuto in finale  Joshua Eagle /  Andrew Florent con il punteggio di 7–6(5), 6–2

### Doppio femminile
Sabine Appelmans /  Miriam Oremans hanno battuto in finale  Cătălina Cristea /  Eva Melicharová con il punteggio di 6–7, 7–6, 7–6